# Болгарія на літніх Олімпійських іграх 1928
Болгарія брала участь у Літніх Олімпійських іграх 1928 в Амстердамі (Голландія) втретє за свою історію, але не завоювала жодної медалі.